# جوليا بطرس
ج (1 أبريل 1968 الموافق لـ 2 محرم 1388هـ -) هي مغنية لبنانية ولدت في بيروت، لبنان.
تعود جذووليا بطرسرها العائلية إلى مدينة صور، من مواليد بيروت، درست في مدارس راهبات الوردية حيث غنت هناك في جوقة المدرسة. في عمر السابعة عشرة غنت أول أغنية لها وكانت بعنوان غابت شمس الحق وقد لاقت تلك الأغنية نجاحا واسعا في ذلك الوقت، من حينها غنت الكثير من الأغاني الوطنية حيث أصبح لها بعدها قاعدة جماهيرية واسعة ليس في لبنان فقط وأنما امتدت لتشمل كافة أقطار العالم العربي. عرفت بأغانيها الوطنية في عقد الثمانينات والتسعينات. وهي شقيقة الملحن الموسيقي زياد بطرس.
جاءت معظم أغانيها في ظل مرحلة كانت تتسم بطابع العنف في منطقة الشرق الأوسط، ولذلك كان لها صدى واسع بين الثوار والمقاومين خاصة في فلسطين ولبنان. كذلك، حازت جوليا على تكريمات وجوائز تقديرية على مستويات رسمية في تونس والأردن وسوريا وقطر والإمارات و نالت وسام الأرز في لبنان من رئيس الجمهورية لمساهمتها الفعالة في المقاومة من خلال صوتها. وقد احتفل لبنان بتحرير جنوبه عام 2000 عبر حفل أقامته جوليا في الجنوب بعيد التّحرير.
وبعد الحرب التي شنتها إسرائيل على لبنان في تموز، 2006 قامت بإنشاء مشروع أحبائي وهو عبارة عن مجموعة من الحفلات التي أحيتها في كل من لبنان، الإمارات العربية المتحدة، قطر وسوريا، وشدت بأغاني حب الوطن والحبيب وعاد ريع هذه الحفلات بالإضافة إلى بيع الأقراص المضغوطة إلى عوائل الضحايا الذين سقطوا في هذه الحرب. بعد سنة من المشروع عقدت جوليا مؤتمراً صحفياً أعلنت من خلاله عن المبلغ الذي جمعته وهو 3 ملايين دولار تبرعت فيها لشهداء المقاومة اللبنانية وشهداء الجيش اللبناني في أحداث مخيم نهر البارد.

## الحياة الشخصية
ولدت في بيروت لأسرة مسيحية من أم من أصول أصول فلسطينية وأرمنية وأب تعود أصوله إلى مدينة صور. في عام 1996 تزوجت من إلياس بو صعب نائب رئيس الجامعة الأمريكية في دبي وأقامت في دبي منذ ذلك الوقت، وفي عام 1997 أنجبا أول طفل لهما وأسمياه سامر.
تحصلت في يوليو 2007 على وسام الأرز الوطني من رتبة ضابط لنشرها ثقافة المقاومة عبر أعمالها الفنية.

## الجوائز
- وسام الأرز الوطني من رتبة ضابط، لبنان، 2007

## وصلات خارجية
- جوليا بطرس على موقع ميوزك برينز (الإنجليزية)
- جوليا بطرس على موقع ديسكوغز (الإنجليزية)

- الموقع الرسمي